# USS S-27 (SS-132)
USS S-27 (SS-132) – amerykański okręt podwodny typu S-1 zwodowany 18 października 1922 roku w stoczni Bethlehem Steel, przyjęty do służby w marynarce amerykańskiej 22 stycznia 1924 roku. Okręt wziął udział w wojnie na Pacyfiku, jednak 19 czerwca 1942 roku wpadł na skały i został opuszczony przez załogę dwa dni później. 